# Приморский жестовый язык
Приморский жестовый язык (Maritime Sign Language, Nova Scotian Sign Language) — почти исчезнувший деревенский жестовый язык, который происходит от британского жестового языка и раньше использовался в провинциях Новая Шотландия, Нью-Брансуик, Ньюфаундленд и Лабрадор и Остров Принца Эдуарда в Канаде.
Диалект амслен в настоящее время используется в приморских провинциях с некоторым лексическим влиянием приморского жестового языка.